# North-Walsham-und-Dilham-Kanal
Der North Walsham und Dilham Kanal (en: North Walsham & Dilham Canal) ist eine Wasserstraße in der englischen Grafschaft Norfolk. Er wurde 1812 vom Parlament genehmigt und im August 1826 eröffnet. Er verläuft mit 14 Kilometer Länge von Antingham bis Smallburgh und nimmt bis zu der Brücke von Weyford den Fluss Ant auf.

## Geschichte

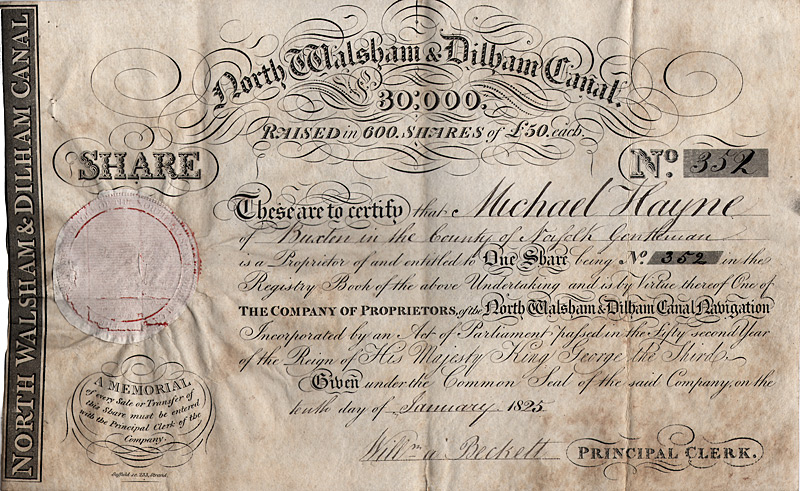
Aktie der North Walsham & Dilham Canal company vom 10. Januar 1825

Der Fluss Ant war bereits vor 1810 bis zu der Ortschaft Dilham schiffbar. Überlegungen, die Schifffahrt entlang des Flusslaufs nach Norden zu erweitern, führten zu einem Gesetz vom 5. Mai 1812, das es einer Betreibergesellschaft genehmigte, 30.000 Pfund durch die Ausgabe von Aktien aufzubringen und den Kanal zu bauen. Der Kanal wurde von John Millington entworfen und der Bau wurde von Thomas Hughes ausgeführt, der zuvor am Bau des Caledonian Canal, des Dingwall Canal und des Union Canal in Schottland beteiligt gewesen war.
Obwohl die Trasse des Kanals weitgehend parallel zu einem Nebenarm des Flusses Ant verlief, nahm er nicht das Flussbett ein und war daher technisch gesehen ein Kanal und keine Flussschifffahrt. Die Strecke erforderte sechs Schleusen, um den Pegel um 18 Meter auf der gesamten Länge anzuheben. Die Schleusen waren für die damals üblichen Segler (Wherries) von 15 Meter Länge und 3,7 Meter Breite ausgelegt. Der Kanal wurde am 29. August 1826 offiziell eröffnet. Das Wasser für den Kanal stammte aus den Teichen (Ponds) von Antingham.

### Betrieb
Der Kanal wurde hauptsächlich für den Transport von Schlachtabfällen zu den beiden Knochenmühlen in Antingham genutzt, aber auch andere Güter wie Dung, Mehl, Getreide, Kohle und weitere landwirtschaftliche Erzeugnisse wurden befördert. Ein rentabler Handel mit Kohle entwickelte sich nicht, da die Kanalnutzungsentgelte hoch waren und es sich als wirtschaftlicher erwies, die Kohle aus dem Nordosten Englands an der Nordseeküste zu verschiffen, am Strand bei Bacton oder Mundesley anzulanden und mit Fuhrwerken nach North Walsham zu bringen. Später übernahmen die Eisenbahnen den Großteil des Kohletransports.
Die meisten Schiffe, die den Kanal nutzten, waren Wherries, die einen Tiefgang von unter einem Meter hatten und zwischen 18 und 20 Tonnen Ladung transportieren konnten. Einige dieser Lastensegler waren mit einem Slip-Kiel ausgestattet, der es erlaubte, voll beladen die seichten Gewässer des Kanals zu befahren. Nach dem Entladen wurde der Kiel wieder angebracht, um mehr Segel setzen zu können. Eine kleinere 12-Tonnen-Wherry beförderte regelmäßig Gemüse zwischen Antingham und Great Yarmouth und war als „Kohlsegler“ bekannt.

### Niedergang

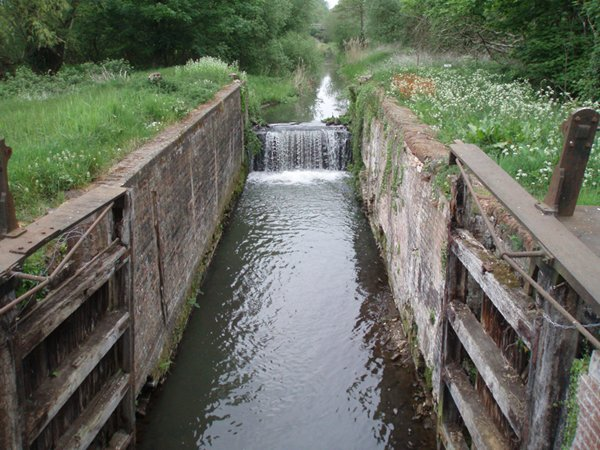
Der verfallene Kanal bei Briggate Bridge

Der Kanal wurde kein finanzieller Erfolg. Im Jahr 1866 erwirkte die Betreibergesellschaft eine gesetzliche Regelung, das es ihr ermöglichte, den Kanal zu verkaufen. Im Jahr 1885 beschloss die Gesellschaft, von diesem Recht Gebrauch zu machen und am 16. März 1886 kam es zum Verkauf des Kanals, bei dem die ursprünglichen Geldgeber (Aktionäre) ihr Kapital praktisch voll und ganz abschreiben mussten.
Obwohl erhebliche Unregelmäßigkeiten in der Geschäftsführung festgestellt wurden und es im Jahr 1893 zur Aufgabe des oberen Kanalabschnitts zwischen der Schleuse Swafield und Antingham kam, zeigten die Aufstellungen für 1898, dass 6.386 Tonnen an den Kais des Kanals ankamen, 5.000 Tonnen verladen und 400 Tonnen im Bereich des Kanals befördert wurden. Diese Zahlen gingen stetig weiter zurück, so dass neue Geschäftsfelder gesucht werden mussten. Schon im Jahr 1888 wurden Ausfahrten auf Booten beworben, die für Tagesausflüge ausgestattet waren.
Bei schweren Überschwemmungen im August 1912 wurden viele Teile der Uferausbauten des Kanals oberhalb der Schleuse Bacton Wood stark beschädigt. Im Jahr 1921 wurde der Kanal von Mühlenbesitzern gekauft, die davon ausgingen, dass ein neuer Entwässerungsverband gegründet werden würde, der auch den Betrieb des Kanals übernehmen würde. Als dies nicht geschah, gründeten sie die North Walsham Canal Co. Ltd., die den Kanal im Januar 1922 für 1.500 Pfund erwarb. Die neuen Eigner ließen den Kanal 1927 von Wayford Bridge bis Bacton Wood ausbaggern. Der Niedergang setzte sich trotzdem fort und die Jolle „Ella“ unternahm 1934 die letzte kommerzielle Fahrt auf dem Kanal.
Angesichts der eingestellten Aktivitäten wurde der Kanal 1948 nicht verstaatlicht, wie es bei den meisten anderen britischen Kanälen der Fall war. Als um das Jahr 1960 ein Durchlass in der Nähe der Brücke von Royston verstopfte, wurde der Kanal praktisch aufgegeben, das Wasser aus dem Kanal umgeleitet und der Ablauf des Flusses Ant unterhalb der Schleuse von Bacton Wood hergestellt.

## Instandsetzung

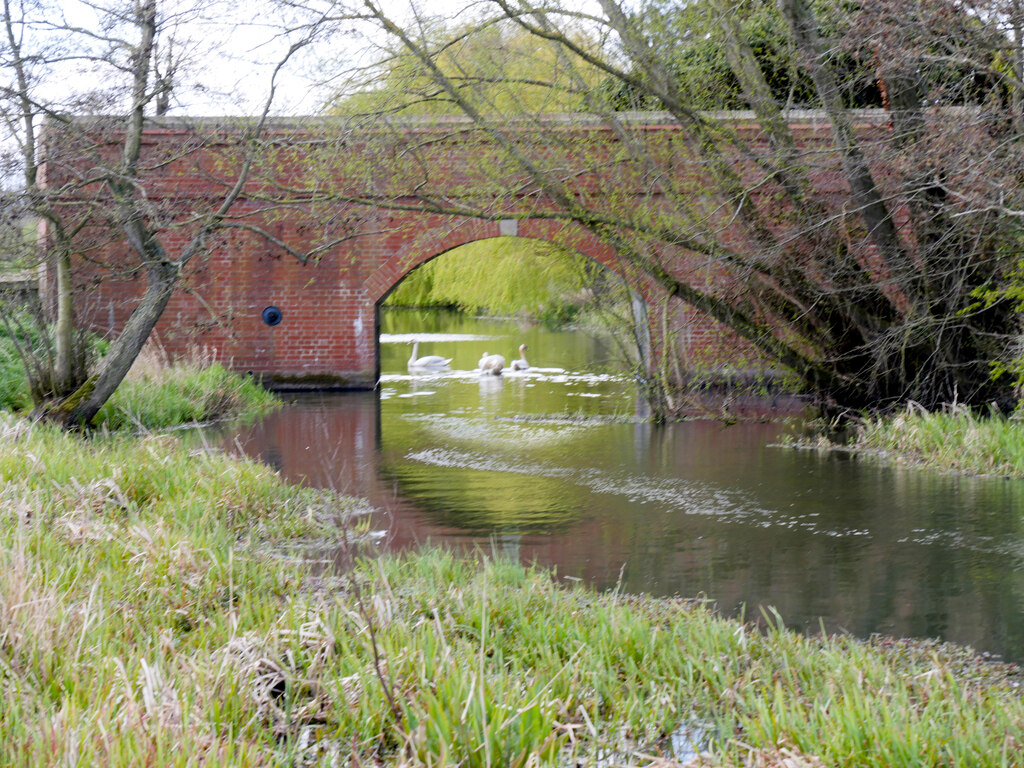
Die Kanalbrücke bei Tonnage, in der Nähe von Dilham

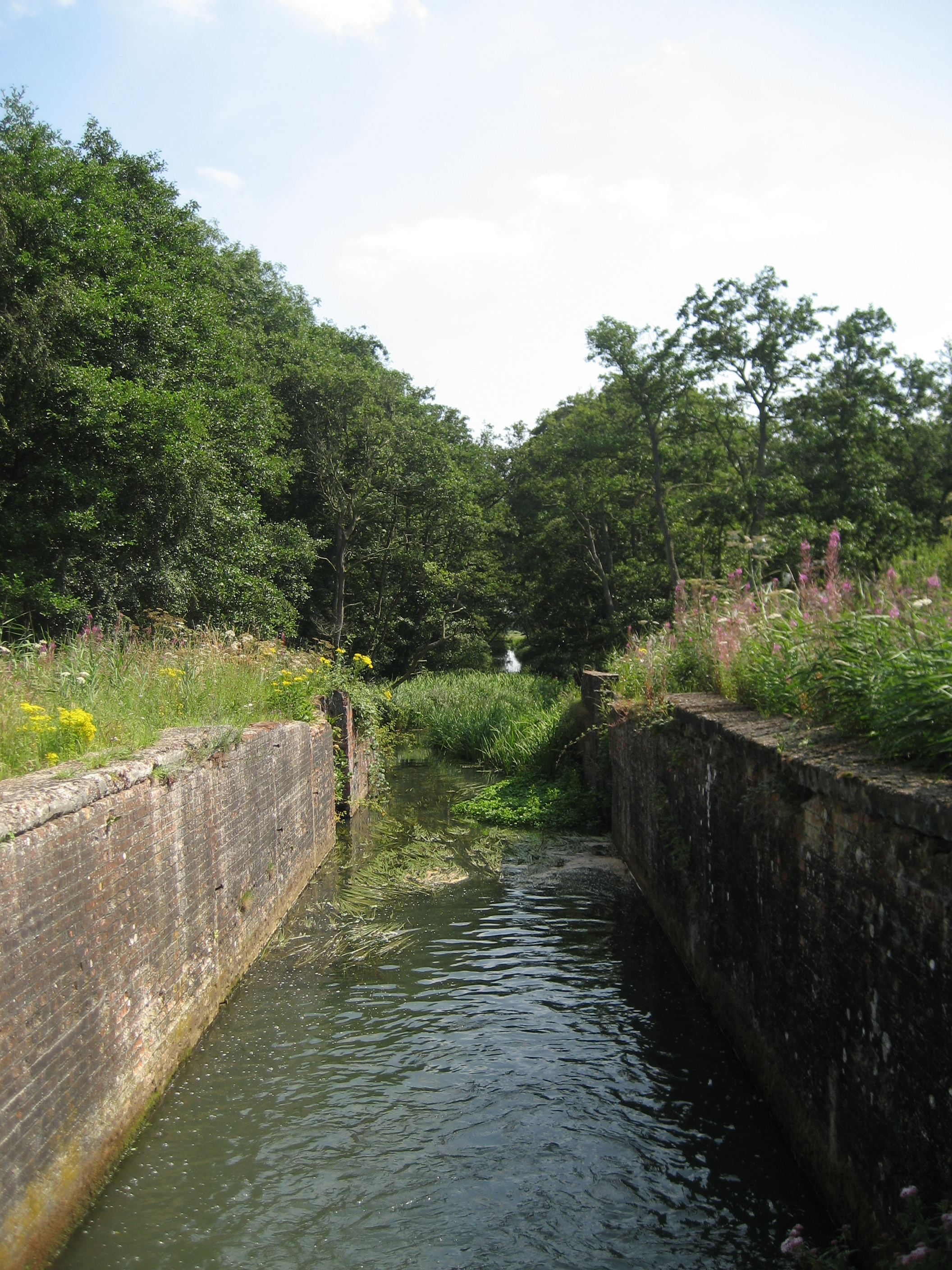
Die verfallene Schleuse von Honing

Die nach dem Zweiten Weltkrieg gegründete Inland Waterways Association stellte im Jahr 1972 fest, dass der North Walsham und Dilham-Kanal einer der am einfachsten zu restaurierenden Kanäle des Landes war, da keine der Schleusen abgerissen und keine der Brücken abgesenkt worden war. Da es jedoch nicht rasch zu konkreten Maßnahmen kam, verschlammte der Kanal weiter und im Jahr 1980 stürzte die Brücke von Tonnage ein. Mit Unterstützung der neu gegründeten Broads Authority baute ein örtlicher Interessent die Brücke wieder auf und kaufte 3,5 Kilometer des Kanals unterhalb der Schleuse von Honing für 2.050 Pfund.
Im Jahr 1993 beschloss die East Anglian Waterways Association (EAWA), ihre Bemühungen um die Wiederherstellung der Wasserstraße zu verstärken. Der Rat von North Norfolk stimmte nach einer vorgelegten Umweltstudie im Oktober 1999 zu, wobei die Nutzung des Kanals durch Motorboote nicht in Erwägung gezogen wurde. Im Jahr 2008 wurde die North Walsham und Dilham Canal Stiftung gegründet, deren Ziel es ist, „den Verlauf des Kanals und seiner Nebenarme zum Nutzen der Gemeinschaft und der Umwelt zu schützen, zu erhalten und zu verbessern“.
Rund 4 Kilometer des Kanals, vom Gewässer oberhalb der Bacton Wood Schleuse bis zum Gewässer unterhalb der Ebridge Schleuse, wurden im Jahr 2009 an die Old Canal Company verkauft. Deren Ziel war es, die Mühle von Bacton Wood wieder als Wassermühle zu betreiben. Der Kanal wurde schließlich auf den ersten 3 Kilometern von seinem Ende bei Smallburgh bis zur Schleuse von Honing für Motorboote befahrbar.

## Wassermühlen

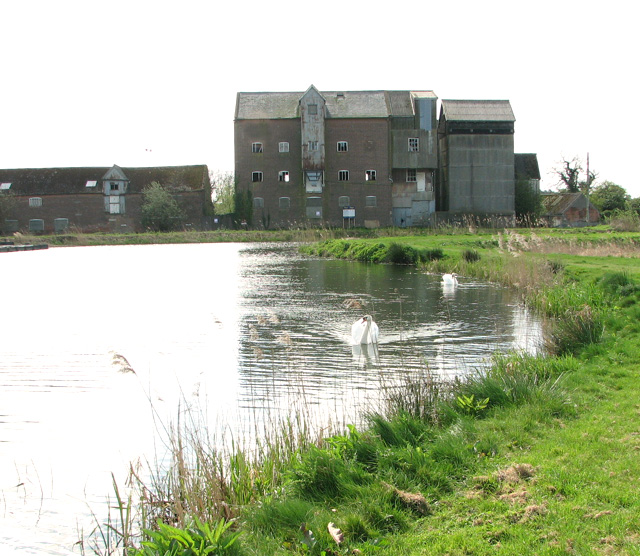
Die Mühle von Ebridge vor ihrer Konversion in Wohnraum

In der aktiven Zeit lagen sechs Wassermühlen am Kanal. An seinem nördlichen Ende befanden sich die beiden Knochenmühlen in Antingham. Die Knochen, die zu Dünger gemahlen werden sollten, wurden per Fähre zu einem Anleger gebracht, der zwischen den beiden Mühlen lag. Die obere Mühle blieb bis in die 1920er Jahre in Betrieb und die Gebäude wurden nach dem Zweiten Weltkrieg abgerissen. Die untere Mühle war deutlich größer und erst nach der Eröffnung des Kanals gebaut worden. Hier wurde der Betrieb um das Jahr 1935 eingestellt  und die Mühle wurde 1958 abgerissen.
Die Mühle in Swafield entnahm ihr Wasser dem Fluss Ant und verfügte über zwei Steinmühlen und zwei Getreidemühlen. Das Mühlengebäude, das Mitte des 18. Jahrhunderts erbaut worden war, ist erhalten geblieben und steht unter Denkmalschutz.
In Bacton Wood gab es seit der Erstellung des Domesday Book im Jahr 1086 eine Mühle. Das vorhandene Gebäude wurde 1747 wiederaufgebaut und 1825 im Hinblick auf die Eröffnung des Kanals und die damit verbundene Zunahme des Handels umfassend umgebaut. Ihr gusseisernes Wasserrad lieferte ausreichend Kraft, um drei Lagen Steine gleichzeitig zu verarbeiten.
Die frühesten Aufzeichnungen über eine Mühle in Ebridge stammen aus dem Jahr 1537. Die vorhandene Mühle hat fünf Stockwerke. Der größte Teil ihrer ursprünglichen maschinellen Anlagen wurde 1966 demontiert. Das Wasserrad wurde 1972 entfernt. Die Mühle wurde 1998 verkauft und im Januar 2015 wurde mit dem Umbau der Mühle in Appartements begonnen.
Die Mühle von Briggate (manchmal auch als Mühle von Worstead bezeichnet) verfügte ab 1890 über eine Dampfwalzvorrichtung. Das Wasserrad war nach Umstellung auf elektrischen Betrieb 1955 entfernt worden. Die Mühle wurde ab 1969 nicht mehr kommerziell genutzt.

## Verlauf

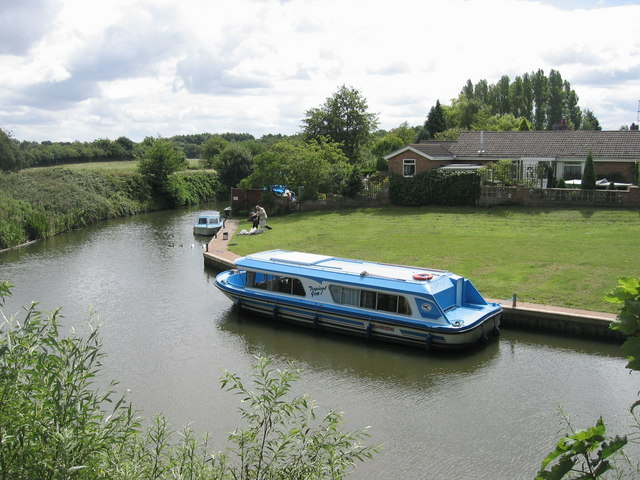
Mietboote am Anleger Dilham Staithe

An seinem südlichen Ende beginnt der Kanal an der Wayford Bridge, über die die Landstraße A149 führt. Er verläuft in nordwestlicher Richtung und erreicht bald die Kreuzung mit Dilham Dyke, der nach Westen führt. Am Südufer stehen der Turm der Entwässerungsmühle von Dilham Dyke und ein modernes Pumpwerk. Private Seitenkanäle führen weiter nach Westen und Tylers Cut biegt nach Nordwesten ab, um zu den Anlegestellen in Dilham Staithe und dem Broadlands Arts Centre zu gelangen. Die öffentliche Schifffahrt endet an der Brickworks Bridge. Der Kanal führt weiter nach Norden zur Brücke von Tonnage und wendet sich dann nach Nordwesten, um die verfallene Schleuse Honing zu erreichen.
Weiter nach Westen und dann nach Nordwesten erreicht der Kanal die Schleuse von Briggate, die von der Briggate Brücke aus zu sehen ist. Die Mühle befindet sich südlich der Brücke, während der Mühlenteich und die Schleuse im Norden liegen. Etwas weiter nördlich überquerte die Eisenbahn den Kanal. Die gemauerten Pfeiler sind noch vorhanden, aber die rücke wurde durch eine hölzerne Fußgängerbrücke ersetzt.
Der Kanal verläuft weiter in nördlicher Richtung bis zur Schleuse und Mühle von Ebridge. Weiter in nordwestlicher Richtung erreicht der Kanal Spa Common, östlich von North Walsham, wo eine denkmalgeschützte Brücke die Anchor Road über den Wasserweg führt. Nördlich der Brücke liegt die Mühle. Ein Fußweg führt am linken Ufer des Kanals entlang bis zur Royston Bridge, der einzigen Brücke, die einen Durchlass hat. Der Kanal wurde dann von der Eisenbahnstrecke North Walsham nach Sheringham überquert. Die Pfeiler sind noch vorhanden. Der Weg führt weiter in Richtung Westen, vorbei an den beiden Schleusen von Swafield, von denen die untere noch bewässert wird, und unter einer weiteren denkmalgeschützten Brücke bei Bradfield hindurch, bevor er kurz unterhalb der Antingham-Teiche endet.